# 矢野ニュータウン
矢野ニュータウン（やのニュータウン）は、広島市安芸区に位置するニュータウンである。矢野ニュータウンの範囲は、広島市によって「広島市安芸区矢野西三丁目、矢野西四丁目、矢野南一丁目、矢野南三丁目、矢野南四丁目、矢野南五丁目及び矢野東七丁目の各一部並びに矢野南二丁目の全部」（原文ママ）と定義されており、団地内のほとんどが矢野南にある。矢野西三丁目は大磯、星が丘団地、矢野西四丁目は大井団地。矢野南一丁目から五丁目までの人口は7,460人、矢野西三丁目、西四丁目の人口は5,303人、矢野東七丁目の人口は1,440人。

## 地理
矢野ニュータウンは広島市中心部（紙屋町）から東南へ約9km、同市安芸区の南部分に位置する住宅団地。北で矢野西の他地域と、南で矢野町と接する。

## 歴史
- 1998年（平成10年）4月1日 - 広島市立矢野南小学校が広島市立矢野西小学校から分校開校。

## 交通

### バス
広電バス矢野フィーダー線などが利用できる。

### 鉄道
JR西日本呉線矢野駅が最寄駅。

### 道路
広島県道34号矢野安浦線（広島熊野道路、バイパス）が団地内を走っている。

## 施設

### 教育機関
- 広島市立矢野南小学校 - 富田玲子の設計。
- 矢野みどり幼稚園・保育園（学校法人住田学園）

### 商業施設
- 万惣矢野南店
- ローソン矢野南店(2023年に閉店)
- ファミリーマート矢野南店
- エディオン矢野ニュータウン店（開業時デオデオ矢野ニュータウン店）
- カムスヘア
- お好み焼きふくろう
- 焼肉ホルモン処じゅうとく
- gleehair
- ひかり写場

### その他
- 安芸矢野ニュータウンCATV組合が、かつて存在した。